# アリアクモン川

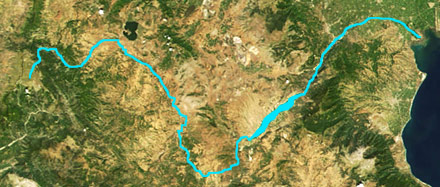
衛星写真を着色したアリアクモン川の流路図

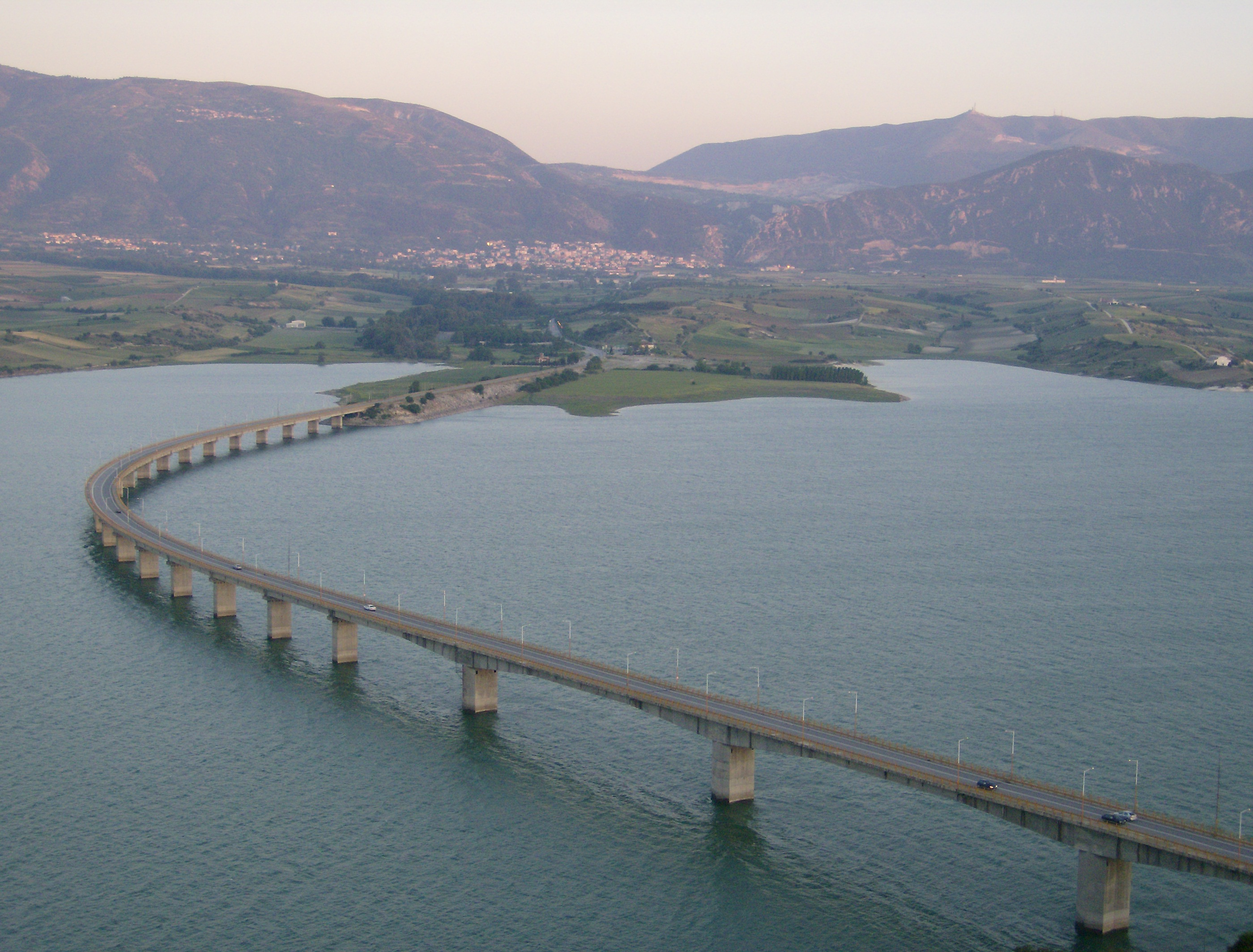
セルビア近くのアリアクモン川をせきとめて出来た人造湖、ポリフィトス湖にかかる1352mの橋

アリアクモン川（ギリシア語: Ἁλιάκμων、Aliákmon or Haliákmōn）は、ギリシャ最長の川。全長322km。かつての公用語であるカサレヴサでの名称で、多くの文献がこの名称を採用しているが、現在の公用語であるディモティキではアリアクモナス川 (Αλιάκμονας, Aliákmonas) という。また、英名にしたがってハリアクモン川 (Haliacmon) ともいわれる。スラヴ名はビストリツァ川 (Бистрица) 。西マケドニア（カストリア県、グレヴェナ県、コザニ県）と中央マケドニア（イマティア県、ピエリア県）の各地方を流れる。

## 流路
アルバニア国境に近い、北ギリシャのグラモス山地に源流がある。上流部はおおよそ東に流れた後、カストリア付近で南東に向きを変える。ヴリノス山地で大きく湾曲し、パリウリア村の近くで北東方向になる。ヴェリア南東の人造湖、ポリフィトス湖を経て、一大農業地帯である中央マケドニア平原に入る。港町メトニの北東、アクシオス川デルタの西でテルマイコス湾にそそぐ。河口一帯の広大な三角州は1975年にラムサール条約登録地となった。
上流から順にネストリオ (Nestorio) 、アルゴス・オレスティコ (Argos Orestiko) 、ネアポリ (Neapoli) 、パリウリア (Paliouria) 、ヴェルヴェントス (Velventos) 、アレクサンドレイア (Alexandreia) などの町々を通る。

## 歴史
ギリシア神話では、同名の川の神、ハリアクモーンの土地である。古くはヘシオドスの『神統記』にその名がみえる。地理学者のプトレマイオスはこの川が源を発する山並み（ピンドゥス山地北部）をカナロヴィイ (Canalovii) と呼んだ。ユリウス・カエサルによれば、アリアクモン川はマケドニアとテッサリアの境界線をなしていた。上流部でエリミオティス地域を南東に通過し、灌漑した後、北東に流れ、ピエリア、エオルデア、イマティアの境となる。ヘロドトスの時代にはルディアス川と合流し、ペッラ湖をうるおしていたことが明らかになっているが、その後ルディアス川の流路が変わり、アリアクモン川と合流することがなくなったため、直接エーゲ海に至るようになった。下図に示す二つの川の分水嶺となっている風隙が古代、アリアクモン川の流路であった可能性が高い。